# Frank Drake (comics)
Pour les articles homonymes, voir Drake et Frank Drake (homonymie).
Frank Drake est un personnage appartenant à l’univers de Marvel Comics. Il a été créé par Gene Colan (dessin) et Gerry Conway (scénario), et est apparu pour la première fois dans Tomb of Dracula #1 en avril 1972. Drake est un justicier dans les comics mais son homologue dans le film Blade: Trinity, interprété par Dominic Purcell, est un vampire maléfique.

## Dans les comics
Frank Drake est un playboy millionnaire, descendant directement du comte Dracula et d’une de ses épouses avant qu’il ne soit devenu vampire. Ses ancêtres ayant modifié leur patronyme en Drake pour qu’on ne fasse pas le rapprochement avec leur ascendant, Frank ne croyait pas à cette légende jusqu'au jour où il retrouva avec des amis le squelette de Dracula. Ils le resuscitèrent par accident mais Dracula l'épargna parce qu'il le reconnut comme membre de sa lignée. Drake, accablé par cette découverte, tenta de se suicider mais deux tueurs de vampires, Rachel van Helsing et Taj Nital, le sauvèrent.
Frank Drake est depuis devenu un chasseur de vampires allié de Blade. Il s’est initié aux sciences occultes et utilise une arme nano-technologique capable de contrer les pouvoirs surnaturels, qu’il a baptisée Linda en référence à Linda Blair dans L’Exorciste.

## DansBlade: Trinity

### Biographie fictive
Drake est né dans l’ancien Sumer. Il est le premier vampire. Les Sumériens l’ont adoré comme Dagon et maintenant il est connu comme Drake. Après avoir souffert d’une blessure fatale dans un combat, Drake a subi un rite satanique pour devenir immortel.  Après le rite, il a été transformé en Dracula, le Seigneur des Vampires. Après plusieurs milliers d’années de voyages dans le monde « engendrant » d’autres humains à sa cause, il a grandi inquiet et a construit un temple, où il est dit qu’il s’est endormi et est devenu dégoûté du monde. Personne ne connaît les détails de son origine, mais il est le premier de son genre, selon Hannibal King, et il est né parfait sans les faiblesses, comme les autres vampires. Il est comme Blade, capable de marcher dans la lumière et n’est pas vulnérable à l’argent ou à l’ail, bien qu’il ne vieillit pas comme un humain comme le fait Blade.
Drake a été « ressuscité » par un partisan vampire pour les aider dans leur projet de tuer Blade.

### Pouvoirs
L’âge donné et l’origine de Drake, plus qu’aucun autre vampire qui a suivi, il peut exploiter de plus grande façon et plus dynamique ses capacités. Il possède une force anormale, beaucoup plus grande que celle de Blade, et une vitesse incroyable. Comme ceux qu’il a engendrés, il est capable de sauter sur de grandes distances et semble être bien informé des techniques de lutte à l’épée, rivalisant avec Blade.
Drake peut voir dans l’obscurité totale, tandis qu’il apparaît que les pur-sang peuvent voir minimalement la lumière (un peu au-dessus de la perception de l’œil humain), et les vampires transformés ne peuvent pas (exigeant beaucoup de lumière comme les humains).	
Le vrai pouvoir de Drake bien qu’il soit dérivé de son origine comme le premier de son espèce. La manipulation d’énergie qu’il génère est due à sa résurrection en deux formes, l’humain et un alter ego diabolique.
Dans sa forme d’alter ego diabolique, Drake est beaucoup plus fort, élastique à toutes formes de dommages et beaucoup plus grand que son côté humain. Il possède aussi un sens très aiguisé, lui permettant d’attraper en plein vol une flèche. L’alter ego diabolique de Drake a des mâchoires trilatérales et une bonne mâchoire comme celles possédées par les Reapers dans Blade II.